# Bili Brig
Bili Brig – wieś w Chorwacji, w żupanii brodzko-posawskiej, w gminie Nova Kapela. W 2011 roku liczyła 272 mieszkańców.